# Кангерлук
Кангерлук (гренл. Kangerluk) — поселение на западе Гренландии, в коммуне Каасуитсуп. Расположено на юго-западном побережье острова Диско, примерно в 35 км к северо-востоку от города Кекертарсуак.

## История
С 1 января 2009 года Кангерлук после административной реформы перешёл из муниципалитета Кекертарсуак в подчинение коммуне Каасуитсуп.

## Демография
Население поселения по данным на 2010 год составляет 33 человека.